# Ministri degli affari interni dell'Albania
Il presente elenco raccoglie tutti i nomi dei titolari del ministero degli affari interni dell'Albania, dalla costituzione del dicastero nel 1912.

## Lista

### Albania indipendente (1912-1914)
| Ministro                                | Ministro                                | Ministro                                | Partito                                 | Governo                                 | Mandato          | Mandato          |
| Ministro                                | Ministro                                | Ministro                                | Partito                                 | Governo                                 | Inizio           | Fine             |
| Affari interni                          | Affari interni                          | Affari interni                          | Affari interni                          | Affari interni                          | Affari interni   | Affari interni   |
| --------------------------------------- | --------------------------------------- | --------------------------------------- | --------------------------------------- | --------------------------------------- | ---------------- | ---------------- |
|                                         |                                         | Myfit Libohova (1876-1927)              | Indipendente                            | Qemali                                  | 4 dicembre 1912  | 5 luglio 1913    |
|                                         |                                         | Essad Pascià Toptani (1863-1920)        | Indipendente                            | Qemali                                  | 5 luglio 1913    | 5 settembre 1913 |
|                                         |                                         | Hasan Prishtina (1873-1933)             | Indipendente                            | Qemali                                  | 5 settembre 1913 | 20 novembre 1913 |
|                                         |                                         | Fejzi Alizoti (1874-1945)               | Indipendente                            | Qemali                                  | 20 novembre 1913 | 22 gennaio 1914  |
| Commissione Internazionale di Controllo | Commissione Internazionale di Controllo | Commissione Internazionale di Controllo | Commissione Internazionale di Controllo | Commissione Internazionale di Controllo | 22 gennaio 1914  | 14 marzo 1914    |

### Principato d'Albania (1914-1925)
| Ministro                             | Ministro                             | Ministro                                | Partito                               | Governo                              | Mandato          | Mandato          |
| Ministro                             | Ministro                             | Ministro                                | Partito                               | Governo                              | Inizio           | Fine             |
| Affari interni                       | Affari interni                       | Affari interni                          | Affari interni                        | Affari interni                       | Affari interni   | Affari interni   |
| ------------------------------------ | ------------------------------------ | --------------------------------------- | ------------------------------------- | ------------------------------------ | ---------------- | ---------------- |
|                                      |                                      | Essad Pascià Toptani (1863-1920)        | Indipendente                          | Përmeti I                            | 14 marzo 1914    | 8 maggio 1914    |
|                                      |                                      | Myfit Libohova (ad interim) (1876-1927) | Indipendente                          | Përmeti I                            | 9 maggio 1914    | 28 maggio 1914   |
|                                      |                                      | Aqif Elbasani (1860-1926)               | Indipendente                          | Përmeti II                           | 28 maggio 1914   | 5 ottobre 1914   |
|                                      |                                      | Shahin Dino (1846-1928)                 | Indipendente                          | Toptani                              | 5 ottobre 1914   | 27 gennaio 1916  |
| Occupazione austro-ungarica/italiana | Occupazione austro-ungarica/italiana | Occupazione austro-ungarica/italiana    | Occupazione austro-ungarica/italiana  | Occupazione austro-ungarica/italiana | febbraio 1916    | novembre 1918    |
|                                      |                                      | Mehdi Frashëri (1872-1963)              | Indipendente                          | Përmeti III                          | 25 dicembre 1918 | 1º luglio 1919   |
|                                      |                                      | Myfit Libohova (1876-1927)              | Indipendente                          | Përmeti III                          | 1º luglio 1919   | 30 gennaio 1920  |
|                                      |                                      | Ahmet Zogu (1895-1961)                  | Indipendente                          | Delvina                              | 30 gennaio 1920  | 14 novembre 1920 |
|                                      |                                      | Fuad Dibra (1886-1944)                  | Indipendente                          | Vrioni I                             | 15 novembre 1920 | 25 novembre 1920 |
|                                      |                                      | Xhaferr Ypi (ad interim) (1880-1940)    | Indipendente                          | Vrioni I                             | 25 novembre 1920 | 15 dicembre 1920 |
|                                      |                                      | Refik Toptani (ad interim) (1864-1937)  | Indipendente                          | Vrioni I                             | 15 dicembre 1920 | 12 gennaio 1921  |
|                                      |                                      | Mehdi Frashëri (1872-1963)              | Indipendente                          | Vrioni I                             | 12 gennaio 1921  | 11 luglio 1921   |
|                                      |                                      | Sulejman Delvina (1871-1932)            | Indipendente                          | Vrioni II                            | 11 luglio 1921   | 16 ottobre 1921  |
|                                      |                                      | Bajram Fevziu (1884-1928)               | Indipendente                          | Evangjeli I                          | 16 ottobre 1921  | 6 dicembre 1921  |
|                                      |                                      | Luigi Gurakuqi (1879-1925)              | Indipendente                          | Koculi                               | 6 dicembre 1921  | 6 dicembre 1921  |
| Prishtina                            | 7 dicembre 1921                      | Luigi Gurakuqi (1879-1925)              | Indipendente                          | 12 dicembre 1921                     |                  |                  |
|                                      |                                      | Rauf Fico (1881-1944)                   | Indipendente                          | Kosturi                              | 12 dicembre 1921 | 24 dicembre 1921 |
|                                      |                                      | Ahmet Zogu (1895-1961)                  | Indipendente                          | Ypi                                  | 24 dicembre 1921 | 2 dicembre 1922  |
| Zogu I                               | 2 dicembre 1922                      | Ahmet Zogu (1895-1961)                  | Indipendente                          | 25 novembre 1923                     |                  |                  |
| Zogu I                               |                                      |                                         | Sejfi Vllamasi (1883-1975)            | Indipendente                         | 25 novembre 1923 | 7 dicembre 1923  |
| Zogu I                               |                                      |                                         | Rauf Fico (1881-1944)                 | Indipendente                         | 7 dicembre 1923  | 14 dicembre 1923 |
| Zogu I                               |                                      |                                         | Rexhep Mitrovica (1887-1967)          | Indipendente                         | 14 dicembre 1923 | 28 dicembre 1923 |
| Zogu I                               |                                      |                                         | Sejfi Vllamasi (1883-1975)            | Indipendente                         | 28 dicembre 1923 | 3 marzo 1924     |
|                                      |                                      | Shefqet Vërlaci (1877-1946)             | Partito Progressista                  | Vërlaci I                            | 3 marzo 1924     | 30 maggio 1924   |
|                                      |                                      | Abdurrahman Dibra (1885-1961)           | Partito del Movimento per la Legalità | Vrioni III                           | 30 maggio 1924   | 16 giugno 1924   |
|                                      |                                      | Rexhep Shala (1882-1943)                | Indipendente                          | Noli                                 | 16 giugno 1924   | 6 gennaio 1925   |

### Repubblica albanese (1925-1928)
| Ministro                    | Ministro        | Ministro                            | Partito                               | Primo Ministro               | Mandato           | Mandato           |
| Ministro                    | Ministro        | Ministro                            | Partito                               | Primo Ministro               | Inizio            | Fine              |
| Affari interni              | Affari interni  | Affari interni                      | Affari interni                        | Affari interni               | Affari interni    | Affari interni    |
| --------------------------- | --------------- | ----------------------------------- | ------------------------------------- | ---------------------------- | ----------------- | ----------------- |
|                             |                 | Ahmet Zogu (1895-1961)              | Indipendente                          | Zogu II                      | 6 gennaio 1925    | 1º febbraio 1925  |
|                             |                 | Kosta Kota (ad interim) (1886-1947) | Indipendente                          | Primo governo repubblicano   | 1º febbraio 1925  | 1º aprile 1925    |
|                             |                 | Ceno Kryeziu (1895-1927)            | Indipendente                          | Primo governo repubblicano   | 1º aprile 1925    | 28 settembre 1925 |
|                             |                 | Musa Juka (1885-1955)               | Indipendente                          | Secondo governo repubblicano | 28 settembre 1925 | 12 febbraio 1927  |
|                             |                 | Abdurrahman Dibra (1885-1961)       | Partito del Movimento per la Legalità | Terzo governo repubblicano   | 12 febbraio 1927  | 24 ottobre 1927   |
| Quarto governo repubblicano | 24 ottobre 1927 | Abdurrahman Dibra (1885-1961)       | Partito del Movimento per la Legalità | 11 maggio 1928               |                   |                   |
|                             |                 | Kosta Kota (1886-1947)              | Indipendente                          | Quinto governo repubblicano  | 11 maggio 1928    | 5 settembre 1928  |

### Regno d'Albania (1928-1939)
| Ministro       | Ministro        | Ministro                           | Partito        | Primo Ministro  | Mandato          | Mandato          |
| Ministro       | Ministro        | Ministro                           | Partito        | Primo Ministro  | Inizio           | Fine             |
| Affari interni | Affari interni  | Affari interni                     | Affari interni | Affari interni  | Affari interni   | Affari interni   |
| -------------- | --------------- | ---------------------------------- | -------------- | --------------- | ---------------- | ---------------- |
|                |                 | Kosta Kota (1886-1947)             | Indipendente   | Kota I          | 5 settembre 1928 | 6 marzo 1930     |
|                |                 | Rauf Fico (ad interim) (1881-1944) | Indipendente   | Evangjeli II    | 6 marzo 1930     | 11 novembre 1930 |
|                |                 | Musa Juka (1885-1955)              | Indipendente   | Evangjeli II    | 11 novembre 1930 | 20 aprile 1931   |
| Evangjeli III  | 20 aprile 1931  | Musa Juka (1885-1955)              | Indipendente   | 11 gennaio 1933 |                  |                  |
| Evangjeli IV   | 11 gennaio 1933 | Musa Juka (1885-1955)              | Indipendente   | 21 ottobre 1935 |                  |                  |
|                |                 | Et'hem Toto (1897/1898-1937)       | Indipendente   | Frashëri        | 21 ottobre 1935  | 9 novembre 1936  |
|                |                 | Musa Juka (1885-1955)              | Indipendente   | Kota II         | 9 novembre 1936  | 21 aprile 1939   |

### Protettorato Italiano del Regno d'Albania (1939-1943)
| Ministro                                         | Ministro                                         | Ministro                                         | Partito                                          | Primo Ministro                                   | Mandato                                          | Mandato                                          |
| Ministro                                         | Ministro                                         | Ministro                                         | Partito                                          | Primo Ministro                                   | Inizio                                           | Fine                                             |
| Ministro Segretario di Stato agli affari interni | Ministro Segretario di Stato agli affari interni | Ministro Segretario di Stato agli affari interni | Ministro Segretario di Stato agli affari interni | Ministro Segretario di Stato agli affari interni | Ministro Segretario di Stato agli affari interni | Ministro Segretario di Stato agli affari interni |
| ------------------------------------------------ | ------------------------------------------------ | ------------------------------------------------ | ------------------------------------------------ | ------------------------------------------------ | ------------------------------------------------ | ------------------------------------------------ |
|                                                  |                                                  | Maliq Bushati (1880-1946)                        | Partito Fascista Albanese                        | Vërlaci II                                       | 21 aprile 1939                                   | 3 dicembre 1941                                  |
|                                                  |                                                  | Mustafa Merlika Kruja (ad interim) (1887-1958)   | Partito Fascista Albanese                        | Merlika Kruja                                    | 3 dicembre 1941                                  | 18 gennaio 1943                                  |
|                                                  |                                                  | Eqrem Libohova (ad interim) (1882-1948)          | Partito Fascista Albanese                        | Libohova I                                       | 18 gennaio 1943                                  | 23 gennaio 1943                                  |
|                                                  |                                                  | Fiqri Dine (1897-1960)                           | Partito Fascista Albanese                        | Libohova I                                       | 23 gennaio 1943                                  | 12 febbraio 1943                                 |
|                                                  |                                                  | Mark Gjon Markaj (1913-1946)                     | Partito Fascista Albanese                        | Bushati                                          | 12 febbraio 1943                                 | 11 maggio 1943                                   |
|                                                  |                                                  | Kol Bib Mirakaj (1899-1968)                      | Partito Fascista Albanese                        | Libohova II                                      | 11 maggio 1943                                   | 10 settembre 1943                                |
| Comitato amministrativo provvisorio              | Comitato amministrativo provvisorio              | Comitato amministrativo provvisorio              | Comitato amministrativo provvisorio              | Comitato amministrativo provvisorio              | 14 settembre 1943                                | 4 novembre 1943                                  |

### Occupazione tedesca del Regno d'Albania (1943-1944)
| Ministro       | Ministro       | Ministro                                  | Partito        | Primo Ministro | Mandato          | Mandato          |
| Ministro       | Ministro       | Ministro                                  | Partito        | Primo Ministro | Inizio           | Fine             |
| Affari interni | Affari interni | Affari interni                            | Affari interni | Affari interni | Affari interni   | Affari interni   |
| -------------- | -------------- | ----------------------------------------- | -------------- | -------------- | ---------------- | ---------------- |
|                |                | Xhafer Deva (1904-1978)                   | Balli Kombëtar | Mitrovica      | 5 novembre 1943  | 18 luglio 1944   |
|                |                | Fiqri Dine (1897-1960)                    | Balli Kombëtar | Dine           | 18 luglio 1944   | 6 settembre 1944 |
|                |                | Ibrahim Biçakçiu (ad interim) (1905-1977) | Balli Kombëtar | Biçakçiu       | 6 settembre 1944 | 25 ottobre 1944  |

### Repubblica Popolare Socialista d'Albania (1944-1991)
| Ministro       | Ministro          | Ministro                 | Partito                      | Primo Ministro               | Mandato          | Mandato          |
| Ministro       | Ministro          | Ministro                 | Partito                      | Primo Ministro               | Inizio           | Fine             |
| Affari interni | Affari interni    | Affari interni           | Affari interni               | Affari interni               | Affari interni   | Affari interni   |
| -------------- | ----------------- | ------------------------ | ---------------------------- | ---------------------------- | ---------------- | ---------------- |
|                |                   | Haxhi Lleshi (1913-1998) | Partito del Lavoro d'Albania | Hoxha I                      | 23 ottobre 1944  | 22 marzo 1946    |
|                |                   | Koçi Xoxe (1911-1949)    | Partito del Lavoro d'Albania | Hoxha II                     | 22 marzo 1946    | 23 novembre 1948 |
|                |                   | Mehmet Shehu (1913-1981) | Partito del Lavoro d'Albania | Hoxha III                    | 23 novembre 1948 | 5 luglio 1950    |
| Hoxha IV       | 5 luglio 1950     | Mehmet Shehu (1913-1981) | Partito del Lavoro d'Albania | 1º agosto 1953               |                  |                  |
| Hoxha V        | 1º agosto 1953    | Mehmet Shehu (1913-1981) | Partito del Lavoro d'Albania | 19 luglio 1954               |                  |                  |
|                |                   | Kadri Hazbiu (1922-1983) | Partito del Lavoro d'Albania | Shehu I                      | 19 luglio 1954   | 22 giugno 1958   |
| Shehu II       | 22 giugno 1958    | Kadri Hazbiu (1922-1983) | Partito del Lavoro d'Albania | 17 luglio 1962               |                  |                  |
| Shehu III      | 17 luglio 1962    | Kadri Hazbiu (1922-1983) | Partito del Lavoro d'Albania | 14 settembre 1966            |                  |                  |
| Shehu IV       | 14 settembre 1966 | Kadri Hazbiu (1922-1983) | Partito del Lavoro d'Albania | 19 novembre 1970             |                  |                  |
| Shehu V        | 19 novembre 1970  | Kadri Hazbiu (1922-1983) | Partito del Lavoro d'Albania | 28 ottobre 1974              |                  |                  |
| Shehu VI       | 28 ottobre 1974   | Kadri Hazbiu (1922-1983) | Partito del Lavoro d'Albania | 27 dicembre 1978             |                  |                  |
| Shehu VII      | 27 dicembre 1978  | Kadri Hazbiu (1922-1983) | Partito del Lavoro d'Albania | 27 dicembre 1979             |                  |                  |
| Shehu VII      |                   |                          | Feçor Shehu (1926-1983)      | Partito del Lavoro d'Albania | 27 dicembre 1979 | 15 gennaio 1982  |
|                |                   | Hekuran Isai (1933-2008) | Partito del Lavoro d'Albania | Çarçani I                    | 15 gennaio 1982  | 23 novembre 1982 |
| Çarçani II     | 23 novembre 1982  | Hekuran Isai (1933-2008) | Partito del Lavoro d'Albania | 20 febbraio 1987             |                  |                  |
| Çarçani III    | 20 febbraio 1987  | Hekuran Isai (1933-2008) | Partito del Lavoro d'Albania | 1º febbraio 1989             |                  |                  |
| Çarçani III    |                   |                          | Simon Stefani (1929-2000)    | Partito del Lavoro d'Albania | 2 febbraio 1989  | 7 luglio 1990    |
| Çarçani III    |                   |                          | Hekuran Isai (1933-2008)     | Partito del Lavoro d'Albania | 8 luglio 1990    | 22 febbraio 1991 |
|                |                   | Gramoz Ruçi (1951)       | Partito del Lavoro d'Albania | Nano I                       | 22 febbraio 1991 | 10 maggio 1991   |

### Repubblica d'Albania (1991-presente)
| Ministro        | Ministro          | Ministro                    | Partito                                 | Primo Ministro               | Mandato           | Mandato           |
| Ministro        | Ministro          | Ministro                    | Partito                                 | Primo Ministro               | Inizio            | Fine              |
| Ordine pubblico | Ordine pubblico   | Ordine pubblico             | Ordine pubblico                         | Ordine pubblico              | Ordine pubblico   | Ordine pubblico   |
| --------------- | ----------------- | --------------------------- | --------------------------------------- | ---------------------------- | ----------------- | ----------------- |
|                 |                   | Aredin Shyti (1946)         | Partito del Lavoro d'Albania            | Nano II                      | 11 maggio 1991    | 11 giugno 1991    |
|                 |                   | Bajram Yzeiri (?-?)         | Partito Socialista d'Albania            | Bufi                         | 11 giugno 1991    | 18 dicembre 1991  |
|                 |                   | Vladimir Hysi (1950-2015)   | Partito Socialista d'Albania            | Ahmeti                       | 18 dicembre 1991  | 13 aprile 1992    |
|                 |                   | Bashkim Kopliku (1943-2020) | Partito Democratico d'Albania           | Meksi I                      | 13 aprile 1992    | 7 agosto 1993     |
|                 |                   | Agron Musaraj (?-?)         | Partito Democratico d'Albania           | Meksi I                      | 7 agosto 1993     | 11 luglio 1996    |
| Interno         |                   |                             |                                         |                              |                   |                   |
|                 |                   | Halit Shamata (1954)        | Partito Democratico d'Albania           | Meksi II                     | 11 luglio 1996    | 13 marzo 1997     |
|                 |                   | Belul Çelo (?-?)            | Partito Democratico d'Albania           | Fino                         | 13 marzo 1997     | 4 luglio 1997     |
|                 |                   | Ali Kazazi (?-?)            | Partito Democratico d'Albania           | Fino                         | 4 luglio 1997     | 25 luglio 1997    |
|                 |                   | Neritan Ceka (1941)         | Partito Alleanza Democratica            | Nano III                     | 25 luglio 1997    | 23 aprile 1998    |
|                 |                   | Perikli Teta (1941-2007)    | Partito Alleanza Democratica            | Nano III                     | 24 aprile 1998    | 2 ottobre 1998    |
| Ordine pubblico |                   |                             |                                         |                              |                   |                   |
|                 |                   | Petro Koçi (1961)           | Partito Socialista d'Albania            | Majko I                      | 2 ottobre 1998    | 19 maggio 1999    |
|                 |                   | Spartak Poçi (?-?)          | Partito Socialista d'Albania            | Majko I                      | 19 maggio 1999    | 28 ottobre 1999   |
| Meta I          | 28 ottobre 1999   | Spartak Poçi (?-?)          | Partito Socialista d'Albania            | 9 novembre 2000              |                   |                   |
| Meta I          |                   |                             | Ilir Gjoni (1962)                       | Partito Socialista d'Albania | 9 novembre 2000   | 6 settembre 2001  |
| Meta II         | 6 settembre 2001  | 22 febbraio 2002            | Ilir Gjoni (1962)                       | Partito Socialista d'Albania |                   |                   |
|                 |                   | Stefan Çipa (1959)          | Partito Socialista d'Albania            | Majko II                     | 22 febbraio 2002  | 29 luglio 2002    |
|                 |                   | Luan Rama (1952)            | Movimento Socialista per l'Integrazione | Nano IV                      | 29 luglio 2002    | 29 dicembre 2003  |
|                 |                   | Igli Toska (?-?)            | Partito Socialista d'Albania            | Nano IV                      | 29 dicembre 2003  | 9 settembre 2005  |
| Interno         |                   |                             |                                         |                              |                   |                   |
|                 |                   | Sokol Olldashi (1972-2013)  | Partito Democratico d'Albania           | Berisha I                    | 9 settembre 2005  | 18 gennaio 2007   |
|                 |                   | Gjergj Lezhja (?-?)         | Partito Democratico d'Albania           | Berisha I                    | 18 gennaio 2007   | 19 marzo 2007     |
|                 |                   | Bujar Nishani (1966-2022)   | Partito Democratico d'Albania           | Berisha I                    | 20 marzo 2007     | 16 settembre 2009 |
|                 |                   | Lulzim Basha (1974)         | Partito Democratico d'Albania           | Berisha II                   | 16 settembre 2009 | 21 aprile 2011    |
|                 |                   | Bujar Nishani (1966-2022)   | Partito Democratico d'Albania           | Berisha II                   | 21 aprile 2011    | 22 giugno 2012    |
|                 |                   | Flamur Noka (1971)          | Partito Democratico d'Albania           | Berisha II                   | 24 giugno 2012    | 11 settembre 2013 |
| Affari interni  |                   |                             |                                         |                              |                   |                   |
|                 |                   | Saimir Tahiri (1979)        | Partito Socialista d'Albania            | Rama I                       | 11 settembre 2013 | 19 marzo 2017     |
|                 |                   | Fatmir Xhafaj (1959)        | Partito Socialista d'Albania            | Rama I                       | 19 marzo 2017     | 24 maggio 2017    |
|                 |                   | Dritan Demiraj (1969)       | Indipendente                            | Rama I                       | 24 maggio 2017    | 13 settembre 2017 |
| Interno         |                   |                             |                                         |                              |                   |                   |
|                 |                   | Fatmir Xhafaj (1959)        | Partito Socialista d'Albania            | Rama II                      | 13 settembre 2017 | 6 novembre 2018   |
|                 |                   | Sandër Lleshaj (1963)       | Partito Socialista d'Albania            | Rama II                      | 23 novembre 2018  | 17 dicembre 2020  |
|                 |                   | Bledar Çuçi (1970)          | Partito Socialista d'Albania            | Rama II                      | 17 dicembre 2020  | 18 settembre 2021 |
| Rama III        | 18 settembre 2021 | Bledar Çuçi (1970)          | Partito Socialista d'Albania            | 8 luglio 2023                |                   |                   |
| Rama III        |                   |                             | Taulant Balla (1977)                    | Partito Socialista d'Albania | 8 luglio 2023     | 30 luglio 2024    |
| Rama III        |                   |                             | Ervin Hoxha (1978)                      | Indipendente                 | 30 luglio 2024    | in carica         |

### Esplicative
1. ↑  Ricopre anche la carica di Ministro della guerra.
2. ↑  Ricopre anche la carica di Ministro della giustizia e del culto.
3. 1 2  Come delegato agli affari interni.
4. ↑  Ricopre anche la carica di delegato del Vice primo ministro.
5. ↑  Ricopre anche la carica di Ministro della giustizia.
6. ↑  Ricopre anche la carica di Primo ministro dal 2 dicembre 1922.
7. 1 2 3  Ricopre anche le cariche di Ministro dei lavori pubblici e di Ministro dell'agricoltura.
8. ↑  Ricopre anche la carica di Ministro dell'istruzione.
9. 1 2 3 4 5 6 7  Ricopre anche la carica di Primo ministro.
10. ↑  Ricopre anche la carica di Ministro dei lavori pubblici.
11. ↑  Ricopre anche la carica di Ministro per gli affari esteri.
12. ↑  Ricopre inoltre le cariche di Vice primo ministro e Presidente della Commissione di Controllo.
13. 1 2 3  Ricopre anche la carica di Vice primo ministro.
14. ↑  Ricopre inoltre la carica di Vice primo ministro dal 20 febbraio 1987.
15. ↑  Ricopre anche le cariche di Vice primo ministro e, dal 6 aprile 1993, di Ministro incaricato delle questioni economiche.
16. ↑  Affari interni dal 18 luglio 2021 al 30 luglio 2024.

### Bibliografiche
1. ↑  (SQ) Ministrat e Brendshëm ndër vite (PDF), su mb.gov.al.
2. ↑   admin, Kryetarët e Qeverisë Shqiptare *, su ShtetiWeb, 24 agosto 2012. URL consultato il 25 gennaio 2024.